# ГЕС Rapides-des-Îles
ГЕС Rapides-des-Îles — гідроелектростанція у канадській провінції Квебек. Знаходячись між ГЕС Rapides-des-Quinze (вище по течії) та ГЕС Première-Chute, входить до складу каскаду на Оттаві, яка впадає ліворуч до річки Святого Лаврентія (дренує Великі озера).
У межах проекту річку перекрили бетонною гравітаційною греблею заввишки 34 метри та завдовжки 885 метрів. Крім того, північніше розташована допоміжна кам'яно-накидна дамба висотою 10 метрів та довжиною 305 метрів, а за 1,7 км вище по течії — бічна гребля. Остання виконана як бетонна гравітаційна споруда висотою 13 метрів та довжиною 58 метрів, яка через водопропускні пристрої скидає надлишкову воду в протоку, що приєднується до основного русла після машинного залу. Разом зазначені об'єкти утримують водосховище з площею поверхні 0,27 км2 та об'ємом 8,5 млн м3.
Пригреблевий машинний зал ввели в дію у 1966-му з трьома гідроагрегатами, а за сім років додали до них четвертий. Це обладнання працює при напорі у 26,2 метра та станом на другу половину 2010-х має загальну потужність у 176 МВт (на початок 2000-х цей показник зазначали як 146,5 МВт).